# Celso Battaia
Celso Battaia (ur. 1 lutego 1920  – zm. 5 lutego 2007 w Mediolanie) – włoski piłkarz grający na pozycji pomocnika. Grał w Interze Mediolan, AC Milanie i U.S. Cremonese.
Po zakończeniu kariery piłkarskiej zaczął pracować jako profesjonalny fotograf.